# Mats Widlund
Mats Widlund, född 1961 i Veinge i Halland, är en svensk pianist.
Mats Widlund är uppvuxen i Algutsboda i Småland. Efter studier hos Boiana Müller i Växjö antogs han till Kungliga Musikhögskolans solistklass där han studerade 1977–1982. Hans lärare i solospel var Greta Erikson och i kammarmusik Gunnar Hallhagen. Han debuterade med Radiosymfonikerna i Brahms andra pianokonsert 1982. Som solist och kammarmusiker har han framträtt i Europa, USA och Japan. Hans intresse för svensk musik har lett till inspelningar av Hilding Rosenbergs kompletta produktion för piano och Stenhammars pianokonsert nr 1 men också samarbeten med tonsättare som Mikael Edlund, Henrik Strindberg och Anders Nilsson. Widlund har också en stark förankring i den klassiska repertoaren och har till exempel framfört alla Mozarts 18 pianosonater i Stockholms konserthus.
Verksamheten i Sonanza-ensemblen och Trio Mats (Mats Zetterqvist, violin och Mats Rondin, cello) har lett till stort antal turnéer och inspelningar. Som solist med orkester i ett 40-tal verk har han framträtt med dirigenter som Hans Graf, Gennadij Rozjdestvenskij, Tomas Dausgaard, Leonard Slatkin, Leif Segerstam, Bruno Weill och Nicolas MacKeegan. Bland hans grammofoninspelningar finns den ovan nämnda inspelningen av Stenhammars första pianokonsert med Kungliga Filharmoniska Orkestern och Rozjdestvenskij (Chandos Records) samt Rosenbergs båda pianokonserter tillsammans med Radiosymfonikerna och Petter Sundkvist (Daphne Records).
Mats Widlund var under tio år konstnärlig ledare för Kammarserien i Örebro Konserthus och är tillsammans med flöjtisten Tobias Carron konstnärlig ledare för Kammarmusikfestivalen i Sandviken sedan 1992. Han är dessutom konstnärlig ledare för Trelleborgs internationella pianofestival sedan 2005. Mats Widlund är sedan 2001 professor vid Kungliga Musikhögskolans avdelning på Edsbergs slott och är ofta anlitad som gästprofessor och masterclasslärare, bland annat i Helsingfors, Oslo, Tallinn, Rom och Bergamo.